# Lamellaria pellucida
Lamellaria pellucida är en snäckart som beskrevs av Addison Emery Verrill 1880. Lamellaria pellucida ingår i släktet Lamellaria och familjen Lamellariidae. Inga underarter finns listade i Catalogue of Life.